# Оэнайм (Бишвиллер)
Оэнайм (фр. Auenheim) — коммуна на северо-востоке Франции в регионе Гранд-Эст (бывший Эльзас — Шампань — Арденны — Лотарингия), департамент Нижний Рейн, округ Агно-Висамбур, кантон Бишвиллер. До марта 2015 года коммуна в составе кантона Бишвиллер административно входила в округ Агно.
Площадь коммуны — 4,24 км², население — 823 человека (2006) с тенденцией к росту: 913 человек (2013), плотность населения — 215,3 чел/км².

## Население
Население коммуны в 2011 году составляло 884 человека, в 2012 году — 898 человек, а в 2013-м — 913 человек.
| 1962 | 1968 | 1975 | 1982 | 1990 | 1999 | 2006 | 2008 | 2011 | 2012 | 2013 |
| ---- | ---- | ---- | ---- | ---- | ---- | ---- | ---- | ---- | ---- | ---- |
| 543  | 566  | 602  | 598  | 616  | 731  | 823  | 848  | 884  | 898  | 913  |

Динамика населения:

## Экономика
В 2010 году из 582 человек трудоспособного возраста (от 15 до 64 лет) 460 были экономически активными, 122 — неактивными (показатель активности 79,0 %, в 1999 году — 73,0 %). Из 460 активных трудоспособных жителей работали 438 человек (232 мужчины и 206 женщин), 22 числились безработными (5 мужчин и 17 женщин). Среди 122 трудоспособных неактивных граждан 43 были учениками либо студентами, 33 — пенсионерами, а ещё 46 — были неактивны в силу других причин.

## Достопримечательности (фотогалерея)

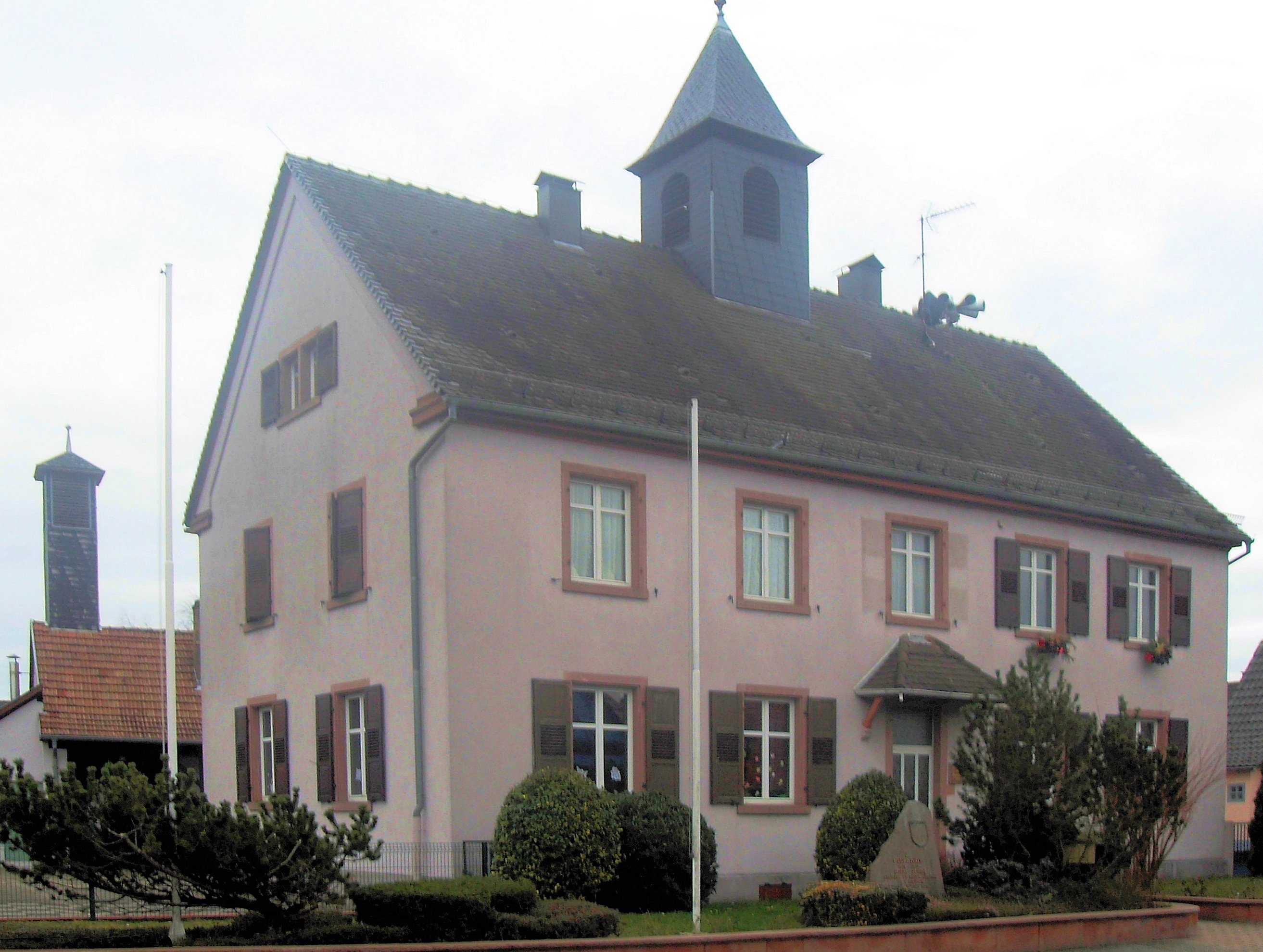
Здание мэрии
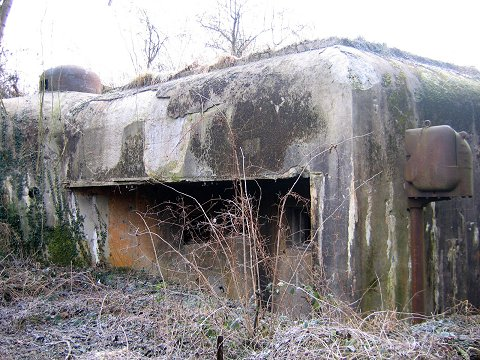
Руины каземата на юге коммуны